# Monnaie locale
Pour les articles homonymes, voir Monnaie (homonymie).
Une monnaie locale, ou monnaie locale complémentaire (MLC), ou monnaie locale complémentaire et citoyenne (MLCC) est, en sciences économiques, une monnaie non soutenue par un gouvernement national (qui n'a pas nécessairement cours légal) et destinée à n'être échangée que dans une zone géographique prédéterminée, généralement à l'échelle d'une ville ou d'une région. Les monnaies de ce type sont une forme de monnaie complémentaire. En redirigeant le parcours de consommation vers les commerces et services de proximité, les monnaies locales visent à favoriser une transition écologique et sociale, en privilégiant les circuits-courts, le lien social, et la définanciarisation de l'économie.

## Histoire
Historiquement, il était courant, notamment au Moyen Âge, qu'une ville émette de la monnaie, cependant la notion de monnaie locale n'émerge qu'à partir de la crise de 1929.

### Expérience de Wörgl
L'expérience de Wörgl fut conduite de juillet 1932 à novembre 1933. Wörgl est une petite ville d'Autriche de 4 000 habitants qui introduisit un système de bon local durant la Grande Dépression. En 1932, le taux de chômage à Wörgl avait augmenté de 30 %. Le gouvernement local avait accumulé des dettes d'un montant de 1,3 million de schillings autrichiens alors que les réserves en liquidité correspondaient à 40 000 schillings. La construction locale et l'entretien municipal étaient au point mort.
À l'initiative du maire de la ville, Michael Unterguggenberger, le gouvernement local imprima 32 000 bons-travail portant un taux d'intérêt négatif de 1 % par mois (monnaie fondante), et pouvant être convertis en schillings pour 98 % de leur valeur faciale. Un montant équivalent en schilling était déposé à la banque locale pour couvrir les bons en cas de rachat en masse et de réclamation des intérêts par le gouvernement. Les bons circulèrent si rapidement, que seuls 12 000 d'entre eux furent en fait mis en circulation. Selon les rapports du maire et d'économistes d'alors qui étudièrent cette expérience, le système de bons fut facilement accepté par des marchands locaux et la population locale. Les bons permirent de réaliser pour 100 000 schillings de projets de travaux publics incluant la construction et la réparation de routes, de ponts, de réservoirs, de systèmes de drainage, d'usines et de bâtiments. Le bon eut également cours légal pour le paiement des taxes locales. Pendant l'année où la monnaie fut en circulation, elle circula 13 fois plus vite que le shilling officiel[réf. souhaitée] et servit de catalyseur à l'économie locale. Les lourds arriérés en impôts locaux se réduisirent de façon significative. Les recettes du gouvernement local s'élevèrent de 2 400 schillings en 1931, à 20 400 en 1932. Le chômage fut éliminé, alors qu'il demeura très élevé dans le reste du pays. Aucune hausse des prix ne fut observée[réf. nécessaire]. S'appuyant sur le succès significatif de l'expérience de Wörgl, plusieurs autres communautés introduisirent des systèmes de bons similaires.
En dépit des bénéfices tangibles du programme, il se heurta à l'opposition du parti socialiste régional, et à l'opposition de la banque centrale autrichienne, qui y vit une violation de ses pouvoirs sur la monnaie. Il en résulta une suspension du programme, le chômage se développa à nouveau, et l'économie locale dégénéra bientôt au niveau d'autres communautés du pays,,.

### Le WIR
La banque WIR est fondée en 1934 en Suisse est toujours active en 2024. Devant le manque d'argent liquide, les chefs des petites entreprises mettent en place un système de reconnaissance de dettes afin de continuer à maintenir leurs activités. En 2005, plus de 60 000 PME suisses, soit un cinquième d'entre elles, utilisent le WIR.

### Autres expériences auXXesiècle
- Le système de monnaie de Joshua Norton
- Le Wära, Allemagne, rendu illégal en octobre 1931
- les bons d'achats de Lignières (Cher)

Historiquement, les systèmes à monnaie complémentaire ont été plusieurs fois appliqués par des communautés sous autorités officielles (communes, cantons, ou leurs équivalents à l'étranger, par exemple Lignières en Berri (France, 1956) ; Marans (France, 1958) ; Wörgl (Autriche, 1933) ; Schwanenkirchen (Allemagne, 1931). À chaque fois cependant, les États concernés ont fait cesser l'expérience, malgré l'amélioration ressentie par les populations dans leurs capacités à commercer, en constatant ce qui était à leurs yeux une fraude fiscale (manquement aux paiements des droits et taxes sur le travail).
Toutefois, le concept renaît périodiquement, et en Allemagne en 2004, jusqu'à l'équivalent de 20 000 € en circulation pour une seule valeur. La Bundesbank regarde ces monnaies d'un œil encore bienveillant, ce qui incite certaines caisses d'épargne (p. ex. la Sparkasse de Delitzsch-Eilenburg en Saxe) à rechercher des partenaires commerciaux intéressés à l'émission d'une monnaie complémentaire qui serait gérée par la caisse elle-même.

### Histoire récente
Lors de la crise économique argentine de 2002, un système de monnaie locale a également été mis en place.
En France, la loi no 2014-856 du 31 juillet 2014 relative à l'économie sociale et solidaire encadre l'utilisation de monnaies locales complémentaires.
En 2015, leur usage est en hausse en France et en Wallonie (Belgique). La troisième partie du film Demain s'intéresse aux monnaies locales, et est l'une des causes d'un intérêt inédit pour les monnaies locales en France à partir de 2015.
En janvier 2018, la sous-préfecture de Bayonne, qui juge l'usage de l'eusko incompatible avec les finances publiques, attaque en justice la mairie de Bayonne. Un arrangement a finalement été trouvé et entériné par le conseil municipal lors de sa séance du 7 juin 2018, celui-ci permettra à la ville de payer en euskos via l'association Euskal Moneta.

## Caractéristiques

### Avantages
L'expérience de Wörgl illustre de manière significative quelques-unes des caractéristiques communes, et principaux avantages, des monnaies locales.
Les monnaies locales ont tendance à circuler plus rapidement que les monnaies nationales. La même quantité de monnaie en circulation est employée davantage de fois et entraîne une activité économique globale plus importante. Dans l'exemple de la Livre de Bristol, la circulation constatée est dix fois supérieure à celle de la livre sterling classique.
Ensuite, les monnaies locales permettent à une communauté d'utiliser pleinement ses ressources productives existantes, tout spécialement la force de travail inemployée, ce qui a un effet catalytique sur le reste de l'économie locale[réf. nécessaire] . Elles sont fondées sur le postulat que la communauté n'utilise pas pleinement ses capacités de production, par manque de pouvoir d'achat local[réf. nécessaire] . La monnaie alternative est utilisée pour augmenter la demande, d'où une plus grande exploitation des ressources productives. Pour autant que l'économie locale fonctionne en deçà de sa pleine capacité, l'introduction d'une monnaie locale n'a pas besoin d'être inflationniste, même quand il en résulte une augmentation significative du volume total de monnaie et de l'activité économique totale.[réf. nécessaire]
Puisque les monnaies locales ne sont acceptées qu'au sein de la communauté, leur usage encourage l'achat de biens et de services produits à l'intérieur de celle-ci. Par exemple, le travail de construction entrepris avec des monnaies locales emploie de la force de travail locale et utilise autant que possible des matériaux locaux.
Enfin, certaines formes de monnaie complémentaire permettent de promouvoir une utilisation plus complète des ressources sur une zone géographique beaucoup plus large et aident à s'affranchir de l'obstacle de la distance. [réf. nécessaire] Le système Fureai kippu au Japon distribue des crédits en échange d'aide pour les citoyens seniors. Les membres de la famille qui vivent loin de leurs parents peuvent gagner des crédits en offrant assistance à une personne âgée de leur communauté locale. Les crédits sont alors transférés à leurs parents ou convertis par eux pour une aide locale. Les points de fidélité des compagnies d'aviation sont une forme de monnaie complémentaire qui encourage la fidélité du client en échange de vols gratuits. Les compagnies aériennes offrent la plupart de leurs bons pour des sièges sur les vols moins fréquentés, où des sièges demeurent en général libres, fournissant ainsi au client un avantage dont le coût est relativement bas pour la compagnie.
Ses défenseurs, comme Jane Jacobs, soutiennent que ce type de monnaie permet à une région économiquement morose, voire déprimée, de se remettre d'aplomb, en donnant aux habitants un moyen de paiement contre des biens et des services localement produits ou assurés.[réf. nécessaire] D'une manière générale, il s'agit de la fonction essentielle de toute monnaie. Cependant, les monnaies locales fonctionnent généralement dans des régions géographiques relativement petites et elles encouragent le recyclage en favorisant la réduction des émissions de carbone liées au transport et à la fabrication des biens. En ce sens, elles font partie de la stratégie économique de nombreux groupes écologiques orientés vers des pratiques de vie durable, comme le parti vert de l'Angleterre et du pays de Galles.
Pour Bernard Lietaer, les monnaies locales ont un effet contre-cyclique : elles gagnent en utilisation en temps de crise, et diminuent lorsque la situation économique est meilleure.
Enfin un autre avantage que nous avons peut-être tendance à oublier est la valeur environnementale de la monnaie locale. En effet, prendre l'initiative de créer une monnaie locale est aussi être en mesure de définir les critères de son utilisation qui, aujourd’hui cadrent avec une plus grande sensibilisation au facteur environnemental. Ainsi, la souplesse des monnaies locales permet en conséquence un meilleur respect de l'environnement,.

### Inconvénients
Une difficulté courante émergeant avec de nombreuses monnaies locales est l'accumulation de monnaie, qui avec la remise soudaine dans le circuit financier de cette masse monétaire, crée de l'hyperinflation [réf. nécessaire]. Cela est particulièrement susceptible d'arriver quand la monnaie locale n'est pas échangeable en monnaie nationale et qu'il n'y a que quelques vendeurs de produits de première nécessité (comme la nourriture ou le logement) qui acceptent la monnaie locale pour paiement partiel ou en totalité[réf. nécessaire].
Certains prétendent que les monnaies locales pourraient être plus sensibles à la fraude fiscale. C'est inexact, comme tout autre mode de paiement , monnaie légale, titres-restaurant, ou autres coupons, l'entreprise n'a pas de facilité particulière à frauder en utilisant les monnaies locales. L'administration fiscale conserve les mêmes moyens de contrôle.
Afin d'éviter le blanchiment d'argent, l'Autorité de contrôle prudentiel et de résolution, organisme dépendant de la Banque de France, a interdit de rendre la monnaie en euros sur un paiement en monnaie locale.

## Monnaies locales modernes
L'utilisation de monnaies locales a fortement augmenté depuis le début du XXIe siècle. Aujourd'hui[Quand ?], plus de 2 500 systèmes de monnaie locale sont utilisés à travers le monde. L'un des plus en vue est le SEL, le Système d'Échange Local, un réseau d'échange soutenu par sa propre monnaie interne. Démarré à l'origine à Vancouver, au Canada, plus de 30 systèmes SEL sont aujourd'hui actifs au Canada, et plus de 400 au Royaume-Uni. L'Australie, la France, la Nouvelle-Zélande et la Suisse possèdent des systèmes similaires.
Une ville du sud de l'Angleterre bat sa propre monnaie, la livre de Lewes. Les quelque 16 000 habitants de Lewes, capitale de l'East Sussex, près de Brighton, peuvent l'utiliser uniquement dans les commerces locaux. Plus de soixante-dix sociétés ou magasins acceptent cette devise, valant autant que sa grande sœur la livre sterling. Une dizaine de milliers de billets d'une livre de Lewes ont été imprimés[réf. souhaitée].

### Europe

#### Allemagne
- Berliner
- Chiemgauer
- Lindenthaler
- Tauschring
- BäRling

#### Belgique
- Le Res[20], depuis 1996
- Le Torekes, à Gand (2010)
- L'Épi lorrain[21], en Lorraine belge (21 juin 2012)
- Le Ropi, à Mons (2010)
- Le Val'heureux[22], à Liège (14 juin 2014)
- Le Blés[23], à Grez-Doiceau (23 avril 2015)
- L’Orno, à Gembloux/Sombreffe (15 juin 2018)
- L’Ardoise, en Lesse et Semois
- Le Voltî[24], à Marche, Rochefort, Ciney, Hamois, Havelange, Nassogne, Somme-Leuze (1er octobre 2016)
- Le Talent, au centre du Brabant wallon, dans les communes d'Ottignies-Louvain-la-Neuve (26 octobre 2016), Court-Saint-Étienne, Genappe, La Hulpe, Villers-la-Ville et Wavre
- Le Lumsou, à Namur et dans le bassin namurois (2017)
- Le Sous-rire, à Malmedy, Waimes, Stavelot, Trois-Ponts, Vielsalm, Lierneux et alentours (2017)
- Le Sottai, à Aywaille et en Ourthe-Amblève (2018)
- Le SolAToi, à Ath et agglomération, en Hainaut (24 mars 2018)
- Le Carol'Or[25], dans la région de Charleroi et agglomération (13 mai 2019)
- La Zinne (21 mars 2019), à Bruxelles
- Le Yar, à Tournai (31 mai 2019)

#### France
En 2020, il existe plus de 80 monnaies locales complémentaires en circulation en France.
Dans leur vaste majorité :
- Elles sont adossées à l'euro, avec lequel elles connaissent généralement une parité monétaire : par exemple, une gonette équivaut un euro.
- Elles sont limitées à un territoire géographique restreint, dans des entreprises partenaires.
- Elles ont une gouvernance intégrant des citoyens, et une charte liant leur usage à de développement économique local, social, environnemental.
- Elles ont une conversion asymétrique, rendant complexe voire impossible une conversion de la monnaie locale vers l'euro pour les citoyens, afin de favoriser la consommation et la circulation de monnaie[27].

On peut citer parmi elles : 
- l'eusko, au Pays Basque, la plus importante monnaie locale complémentaire en volume d'affaires
- la gonette à Lyon
- le sol-violette à Toulouse
- le cairn à Grenoble
- la muse pour Angers et son département (Maine-et-Loire)
- la pêche à Paris
- la roue dans quatre départements de Provence-Alpes-Côte-d'Azur

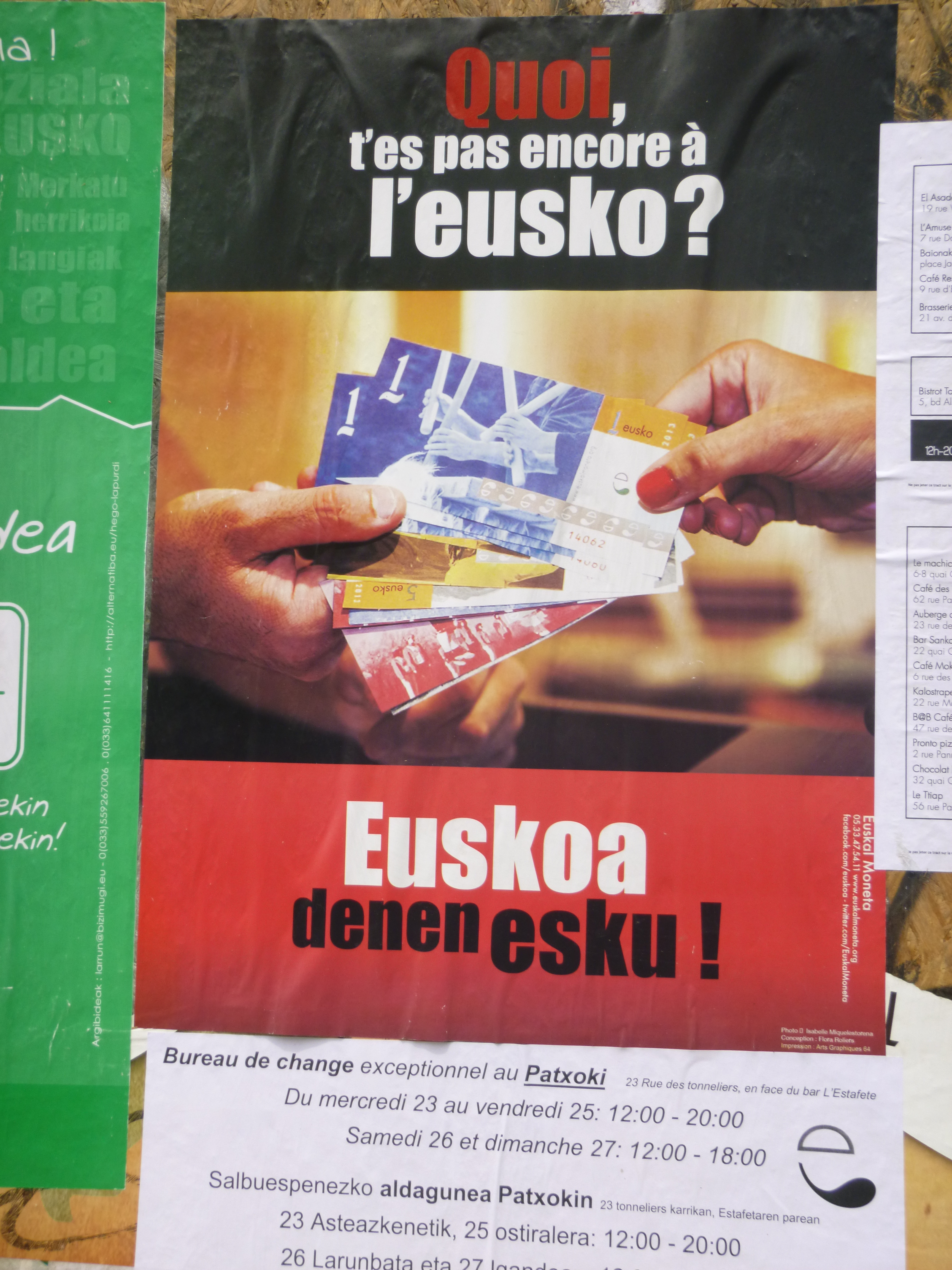
L'eusko est une monnaie locale en France.

- les lucioles en Ardèche
- la doume dans le Puy-de-Dôme
- le buzuk[28] dans le Pays de Morlaix

#### Italie
- Banca del Tempo
- EcoAspromonte
- Ecoroma
- REL (Rete di Economia Locale)
- Sardex[29]
- SCEC
- Simec
- Sistema di Reciprocità Indiretta

#### Royaume-Uni
- Autour de 400 LETS
- Autour de 75 banques du temps
- Brixton Pound / Livre de Brixton[30]
- Bristol Pound / Livre de Bristol (2012)
- Totnes Pound

#### Suisse
- L'abeille
- Le farinet
- Le léman
- WIR

#### Autres
- Espagne
  - Axarco (à Axarquía, Málaga)

- Lettonie
  - Pilsetas Nauda

- Slovaquie
  - Košický dukát (Ducat de Košice)

### Amérique du Nord

#### États-Unis
Aux États-Unis, il existe de nombreuses monnaies locales dont la liste complète figure dans la Wikipédia anglophone.
On peut citer par exemple :
- Time dollars
- Ithaca Hours

Néanmoins, des doutes sont émis sur le réalisme d'une telle stratégie pour réduire l'empreinte carbone (voir la section « Risques liés aux monnaies locales gérées de façon numérique »).

#### Canada
- Calgary dollars[31]
- Le demi en Gaspésie
- LETS
- Sherby dollars[32]
- Le BLÉ dans la ville de Québec (à partir de juin 2018)[33]
- L'îlot sur l'île de Montréal [34]
- La chouenne dans la région de Charlevoix[35]
- Salt Spring dollar, à Salt Spring Island, en Colombie-Britannique[36]
- La Petite-monnaie dans la MRC Papineau[37]

#### Mexique
- El Túmin[38]

### Amérique du Sud
- Argentine
  - Argentino
  - Crédito
  - LECOP
  - Patacón
- Brésil
  - Curitiba Bonus
  - Le « Palmas » (Banque Palmas)
  - Sabre

### Afrique
- Afrique du Sud
  - Community Exchange System, de South African New Economics Foundation

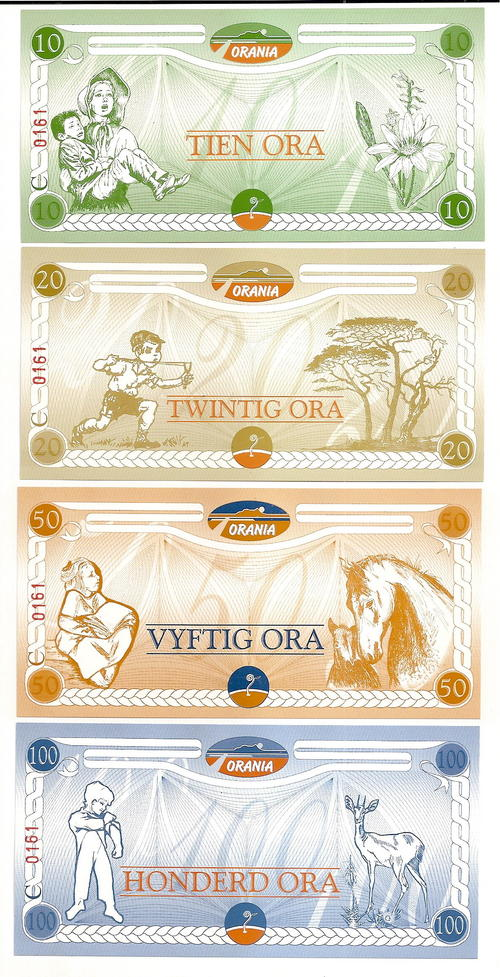
L'Ora est une monnaie locale d’Afrique du Sud.

  - L'Ora est une monnaie locale d’Afrique du Sud.Ora
- Sénégal
  - Réseau Doole
  - SenXaliss Transfert d'Argent, de la SOFADEL
- Kenya
  - Eco-Pesa et Bangla-Pesa

### Asie
- Hong Kong
  - COME
- Indonésie
  - Système Yogyakarta
- Japon
  - Fureai Kippu
  - Eco-Money
  - Système WAT

## Critiques

### Barrière aux économies d'échelle
Les opposants[Qui ?] au concept de monnaie complémentaire affirment qu'une telle monnaie crée une barrière qui nuit aux économies d'échelle et à l'avantage comparatif, et que, dans certains cas, elle sert, tout comme les monnaies nationales traditionnelles, de moyen d'évasion fiscale[réf. nécessaire].

### Risques environnementaux liés aux monnaies locales gérées de façon numérique
Selon le rapport de l'association française The Shift Project d'octobre 2018 sur la sobriété numérique, le numérique peut avoir des impacts environnementaux non négligeables. En ce qui concerne les monnaies locales gérées de façon numérique, ce qui serait fatalement le cas si cette pratique se développait, ces impacts risquent d'être contraires aux bienfaits recherchés. Voir aussi l'article de la Wikipédia anglophone qui parle de « unrealistic strategy to reduce carbon emissions » (stratégie irréaliste pour réduire l'empreinte carbone[réf. nécessaire]).

### Perte de cohérence, ordre de grandeur des prix
Dans la zone euro, deux personnes de villes différentes qui dialoguent et sont amenées à discuter du prix de denrées courantes telles qu'un pain au chocolat auront beaucoup de mal à se comprendre à cause des conversions (double conversion en passant par l'euro dans la zone euro), à moins que les deux monnaies (euro et monnaie locale) soient acceptées par les commerçants. La question de l'ordre de grandeur des prix de denrées courantes risque d'être un casse-tête spécialement pour les personnes très âgées, qui ont vécu plusieurs changements : nouveau franc (en France), passage de la monnaie nationale à l'euro (dans la zone euro).

### Seuil critique d'utilisateurs
Malgré la multiplication des monnaies locales complémentaires depuis quelques années, notamment en France, elles restent peu connues, avec un nombre d'utilisateurs restreints. Leur usage s'essouffle dans certains pays précurseurs, tels que les Etats-Unis ou l'Allemagne. En particulier, elles peinent à convaincre un public éloigné d'économies alternatives. Ce déficit d'intérêt à des conséquences sur le bon fonctionnement des monnaies locales, en ce qu'il ne permet pas d'atteindre le seuil critique d'utilisateurs nécessaires à financer le projet.
Le succès limité des monnaies locales constitue en outre une limite forte à l'évolution des pratiques souhaitée par les concepteur de monnaies locales,.

## Autres projets de monnaie
Une autre voie de l'économie solidaire avec monnaie complémentaire est celle de la double monétarisation, proposée par J.-M. Flament, avec le système du robin. Le robin est une monnaie qui se gagne au cours d'actes solidaires et /ou philanthropiques, et qui est nécessaire pour obtenir le meilleur de la richesse proposée par la communauté, l'idéal étant d'être aussi riche en robin qu'en monnaie nationale. Le robin se veut, dans l'esprit de son inventeur, un moyen de pacifier ce qu'il estime être le « capitalisme sauvage », en favorisant l'action solidaire.
On[Qui ?] peut aussi mentionner le Projet SOL, suggéré par Patrick Viveret, conseiller à la Cour des Comptes. Le projet a démarré en mars 2006 dans trois régions de France. Il vise à promouvoir les transactions entre acteurs de l'économie solidaire. À signaler également[style à revoir], le succès rencontré par le Sol-violette, à Toulouse, dès son lancement en 2011.
André-Jacques Holbecq propose, dans son livre Une alternative de société : l’écosociétalisme[source insuffisante], un modèle économique et monétaire qui fait l’objet d’un développement complet basé sur le sociétalisme dont il est également l'auteur.
Une prospective des monnaies solidaires a été proposée par Bernard Lietaer dans son livre The Future of Money (« le futur de l'argent »). Plusieurs projets solidaires sont en train de fleurir un peu partout en France, comme l'HERMES à Bordeaux.
Un concept de banque alternative fut mis au point de manière empirique au début des années 1990 par Franck Fouqueray un entrepreneur français. Ce dernier était déjà le pionnier en France des Systèmes d’Échange Local (SEL). Durant quatre ans, il développa dans l'Ouest de la France et dans la Région parisienne une « Caisse de Transactions Inter-commerciale » composée de 500 entreprises adhérentes. Chaque adhérent recevait dès son arrivée : une ligne de crédit à 0 % d'intérêt, une carte de membre, un accès au compte Minitel et l'annuaire de tous les membres. Chaque achat était porté à son débit de compte. Chaque vente était portée à son crédit. La compensation entre les deux était immédiatement faite par le Minitel. À la fin de chaque mois, un arrêté des comptes était établi. Les soldes de comptes créditeurs étaient reportés au mois suivant. Les soldes débiteurs quant à eux étaient remboursés par prélèvement bancaire selon un principe de crédit révolving (1/10e du découvert). Aucun taux d'intérêt n'était appliqué, puisque le débit des uns était équilibré par le crédit des autres. La caisse était perpétuellement avec un solde zéro. Afin de maintenir un équilibre, les liquidités collectées chaque fin de mois sur les débits, servaient à racheter le crédit des entreprises membres qui avait un compte de crédit trop important[réf. souhaitée]. Voir à ce sujet le schéma de fonctionnement.
Les avantages de ce système sont :
- Le crédit est entièrement gratuit, car aucun taux d'intérêt ne peut être pratiqué dans la Caisse de Transactions.
- Il s'agit d'un système financier réellement alternatif et indépendant du système bancaire.
- Il ouvre aux utilisateurs un espace commercial générateur de nouveaux marchés, car le crédit des comptes n'est utilisable qu'au sein de la Caisse de Transactions

En 1993, la Caisse de Transactions, forte de ses 500 entreprises membres, lança le crédit gratuit aux particuliers. L'année suivante elle réalisa ainsi un total de 13 500 transactions. Une plainte fut déposée auprès du parquet de Paris pour exercice illégal d'activité bancaire (l'article L. 511-5 du Code Monétaire & Financier). Après 3 mois d'enquête de la brigade financière de Paris, un non-lieu fut prononcé. Il fut démontré que la Caisse de Transactions ne recevait aucun dépôt et ne prêtait aucune somme financière. Toutes les transactions résultaient bien d'une action commerciale de vente et d'achat. Franck Fouqueray, le fondateur du concept, usé par les difficultés rencontrées en France, s'expatria au Canada et aux États-Unis où il devint un des pionniers de l'Internet[réf. souhaitée].